# Corte di Giarola
La corte di Giarola è una corte rurale medievale dotata di chiesa interna, situata nell'omonima località presso Pontescodogna, frazione di Collecchio, in provincia di Parma; costituisce la sede dell'Ente di Gestione per i Parchi e la Biodiversità Emilia Occidentale, del museo del pomodoro, del museo della pasta, del Teatro alla Corte, del centro visite "Sotto il segno dell'acqua", di due sale convegni e di un ristorante. È il punto di partenza per semplici camminate nel Parco del Taro.

## Storia
La corte fu costruita originariamente tra l'VIII e il IX secolo per volere della casata di Ingo, nobile franco; l'edificio nacque quale presidio fortificato a controllo del vicino guado di un ramo della via Francigena attraverso il fiume Taro; a causa della sua prossimità al corso d'acqua, la località era conosciuta col nome di Glarola, forse di origine latina, in riferimento alla grande quantità di ghiaia depositata sulle sponde.
La più antica testimonianza della sua esistenza risale al 1034, quando Glariola fu citata in un rogito di compravendita di terreni da parte di Alberto Prete a Giovanni di Viarolo.
I discendenti di Ingo, feudatari della zona, nel 1045 donarono il castrum con la sua cappella romanica alla badessa Imila del monastero di San Paolo di Parma. L'anno seguente il vescovo Cadalo cedette alcune terre in castro clariolae alle monache.
Nei decenni seguenti le religiose trasformarono la struttura in una corte agricola indipendente, protetta da mura e dotata di abitazioni, stalle, caseificio e mulino alimentato dalle acque del canale Naviglio; le boscose e paludose terre circostanti furono bonificate e coltivate.
Nel 1187 il papa Gregorio VIII emanò una bolla confermando alla badessa di San Paolo i diritti sull'Ecclesiam Sancti Nicomedi de Glarola, oltre a numerose altre del Parmense.
A difesa dell'edificio e del guado il vescovo di Parma fece inoltre erigere una torre difensiva, che si aggiunse ai vicini castelli di Collecchio, Segalara, Madregolo e Carona.
Nel 1308 i Rossi e i Lupi, dopo la loro cacciata da Parma, presero possesso della struttura fortificata di Giarola, che pochi mesi dopo fu contrattaccata dalle truppe di Giberto III da Correggio e distrutta al termine di un aspro combattimento; sopravvissero solo la corte agricola e la cappella.
Nel 1440 ogni residua struttura fortificata fu completamente demolita o trasformata in abitazioni.
Nel 1451 la corte ospitò durante il suo viaggio il duca di Milano Francesco Sforza, mentre nel 1495 vi si accamparono, in vista della battaglia di Fornovo, le truppe di Ludovico il Moro.
Secondo il Catasto farnesiano del 1562, la corte, dipendente dalla magistratura di Parma e abitata da 110 persone, gestiva un territorio di 1140 biolche parmigiane, corrispondenti a circa 342 ettari, appartenenti in gran parte al monastero di San Paolo; le coltivazioni si estendevano in particolare nella pianura occidentale, in quanto all'epoca il fiume Taro scorreva molto più a ovest.
Nel 1760 la chiesa romanica fu modificata in stile neoclassico.
Dopo la conquista napoleonica del ducato di Parma e Piacenza, la corte rimase per alcuni anni soggetta direttamente al Comune (o mairie) di Parma, ma nel 1806 fu aggregata a quello di Collecchio. In seguito alla soppressione degli ordini religiosi che colpì anche le benedettine del monastero di San Paolo, nel 1811 la tenuta fu confiscata dal governo francese e affittata a imprenditori agricoli, primi tra tutti i conti Camillo e Alessandro Zileri.
Gli abitanti della struttura raggiunsero la quota di 312 nel 1855, per calare un po' alla volta nei decenni seguenti. Le terre furono lottizzate e alienate a privati, mentre la corte fu acquistata alla fine del XIX secolo dalla famiglia Montagna, che dedicò parte dei terreni circostanti alla coltivazione di pomodori e costruì in adiacenza una fabbrica di conserva e un moderno caseificio con annesso allevamento di suini, affittati a conduttori esterni.
Gradatamente le antiche strutture si deteriorarono, mentre l'industria conserviera fu ampliata dopo il 1930 dagli affittuari.
Durante la seconda guerra mondiale, il 17 aprile 1945 la corte fu colpita dai bombardamenti alleati, che causarono la morte di nove persone e il parziale crollo della chiesa di San Nicomede, di cui rimasero in piedi soltanto alcune porzioni delle murature esterne; il luogo di culto fu ricostruito nel 1950 nelle originarie forme romaniche.
La fabbrica conserviera fu alienata nel 1957 all'imprenditore Ercole Azzali; pochi anni dopo fu però chiusa, mentre il caseificio sopravvisse ancora per qualche tempo. Dopo la cessazione dell'attività, il degrado aumentò, finché nel 1998 la corte e le strutture annesse furono acquistate dall'Ente Parco Fluviale Regionale del Taro, poi Ente di Gestione per i Parchi e la Biodiversità Emilia Occidentale, che ne avviò i lavori di ristrutturazione, adibendo parte dell'edificio a propria sede; nell'ala est furono inoltre ricavati un percorso espositivo e una sala auditorium.
Nel 2005 fu recuperata la casa colonica esterna, destinata a Laboratorio storico.
Nel 2006, su finanziamento della Regione Emilia-Romagna, del Comune di Collecchio e della Fondazione Cariparma, l'ala sud, originariamente adibita a legnaia e deposito, fu trasformata in sala teatrale; il Teatro alla Corte fu inaugurato nel settembre del 2007; nello stesso anno furono avviati i lavori di sistemazione dell'ala ovest, ove all'interno delle antiche stalle trovò spazio nel 2010 il Museo del pomodoro.
Nel 2013 il cantiere dell'ala ovest fu completato recuperando anche l'antico pastificio e il mulino; l'anno seguente gli ambienti divennero la sede del Museo della pasta.
Nel 2014 fu inoltre ricostruito il tetto della chiesa di San Nicomede, sede parrocchiale a servizio della frazione di Pontescodogna.
Nel 2019 fu ristrutturato l'antico caseificio posto nell'ala nord ovest, al cui interno nel novembre dello stesso anno fu inaugurato l'Agrilab Giarola, un laboratorio di cucina per promuovere la biodiversità agroalimentare, i prodotti del territorio e la loro stagionalità.

## Descrizione

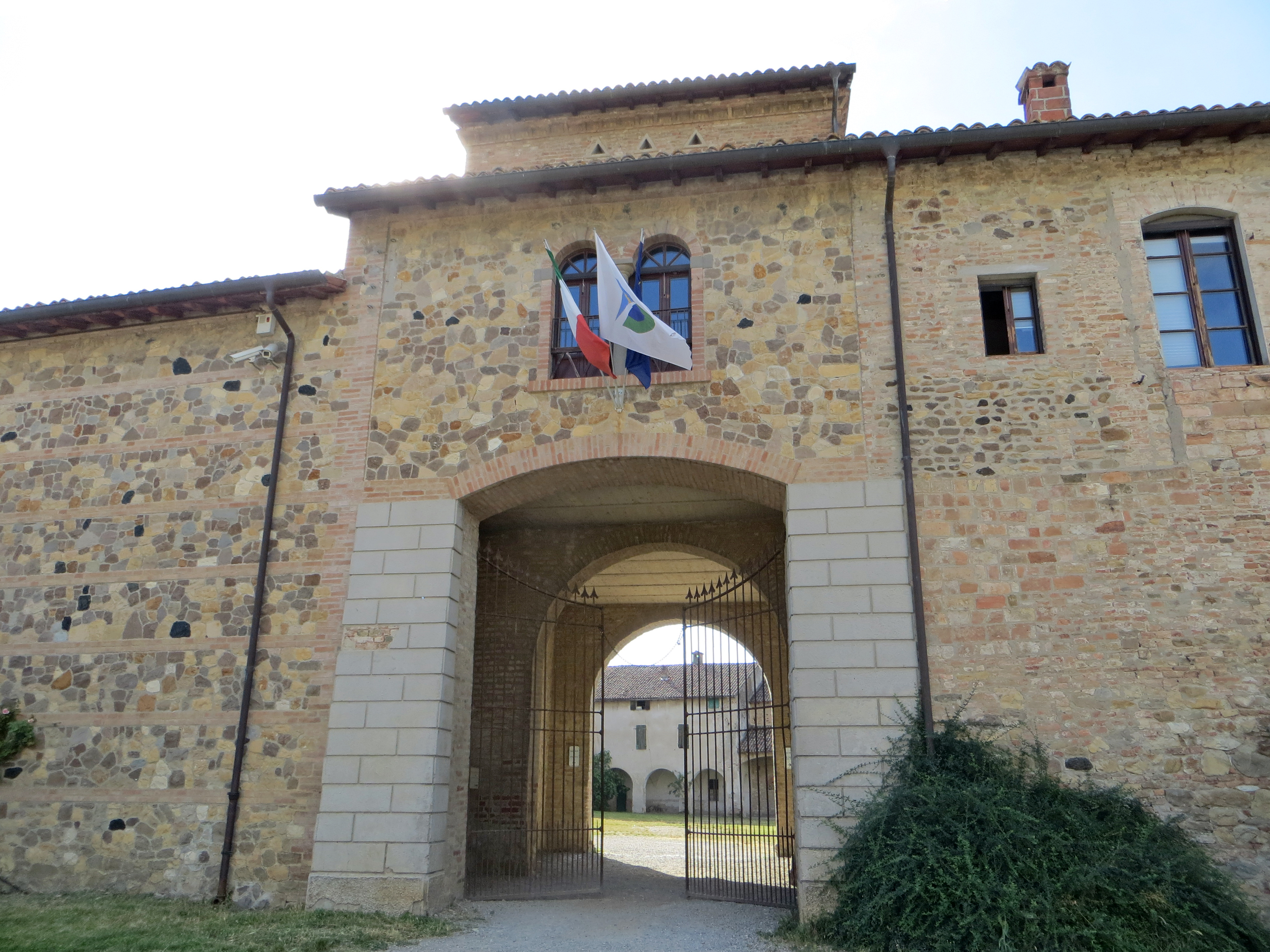
Torre d'ingresso

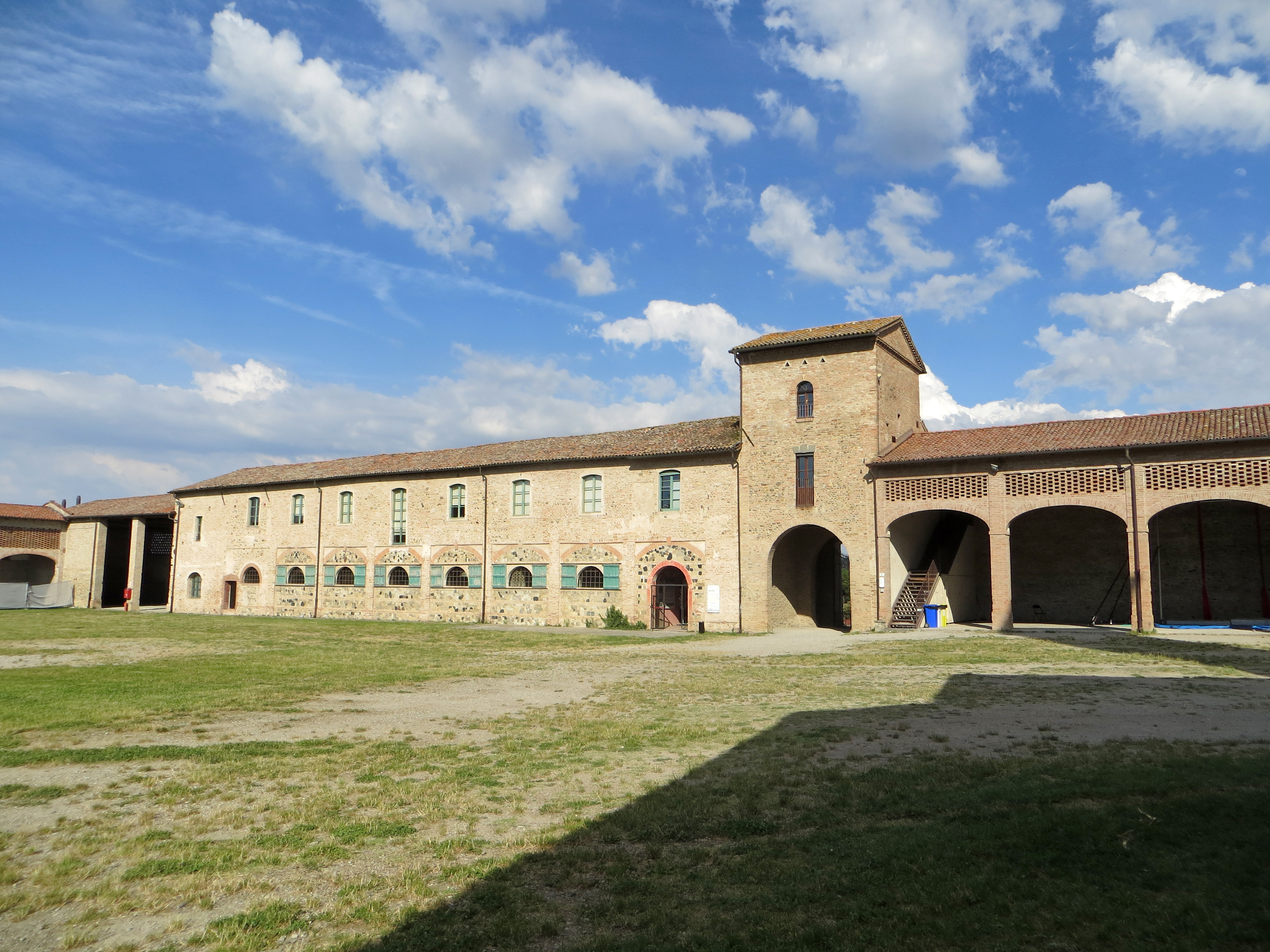
Ala est

Il grande edificio, collocato in posizione pianeggiante sulla sponda destra del fiume Taro, si estende attorno a due cortili; nell'angolo sud-ovest dell'ampia corte interna porticata, raggiungibile attraverso l'ingresso posto nell'ala est, si trova la chiesa di San Nicomede.
Rivestita in parte in laterizio e in parte in pietra, la struttura, frutto di numerose modifiche e ampliamenti nei secoli, è composta in gran parte da fabbricati nati con funzioni agricole, recuperati durante l'ultimo restauro. La strada d'accesso conduce al primo cortile a nord, chiuso da un muro e preceduto dall'ala adibita a ristorante; a sud la casa colonica ospita il "Laboratorio storico", dedicato alla memoria della Resistenza, e la Sala del Borgo, spazio convegni da 36 posti a sedere.
Di fronte è collocato l'ingresso all'antica corte benedettina, posto alla base del torrione; il portale ad arco ribassato è affiancato da due contrafforti rivestiti in finto bugnato e sormontato da una bifora ad arco a tutto sesto, con colonnina centrale in pietra. Attraversando un'ampia arcata a tutto sesto, si accede all'ampia corte chiusa.

### Teatro alla Corte

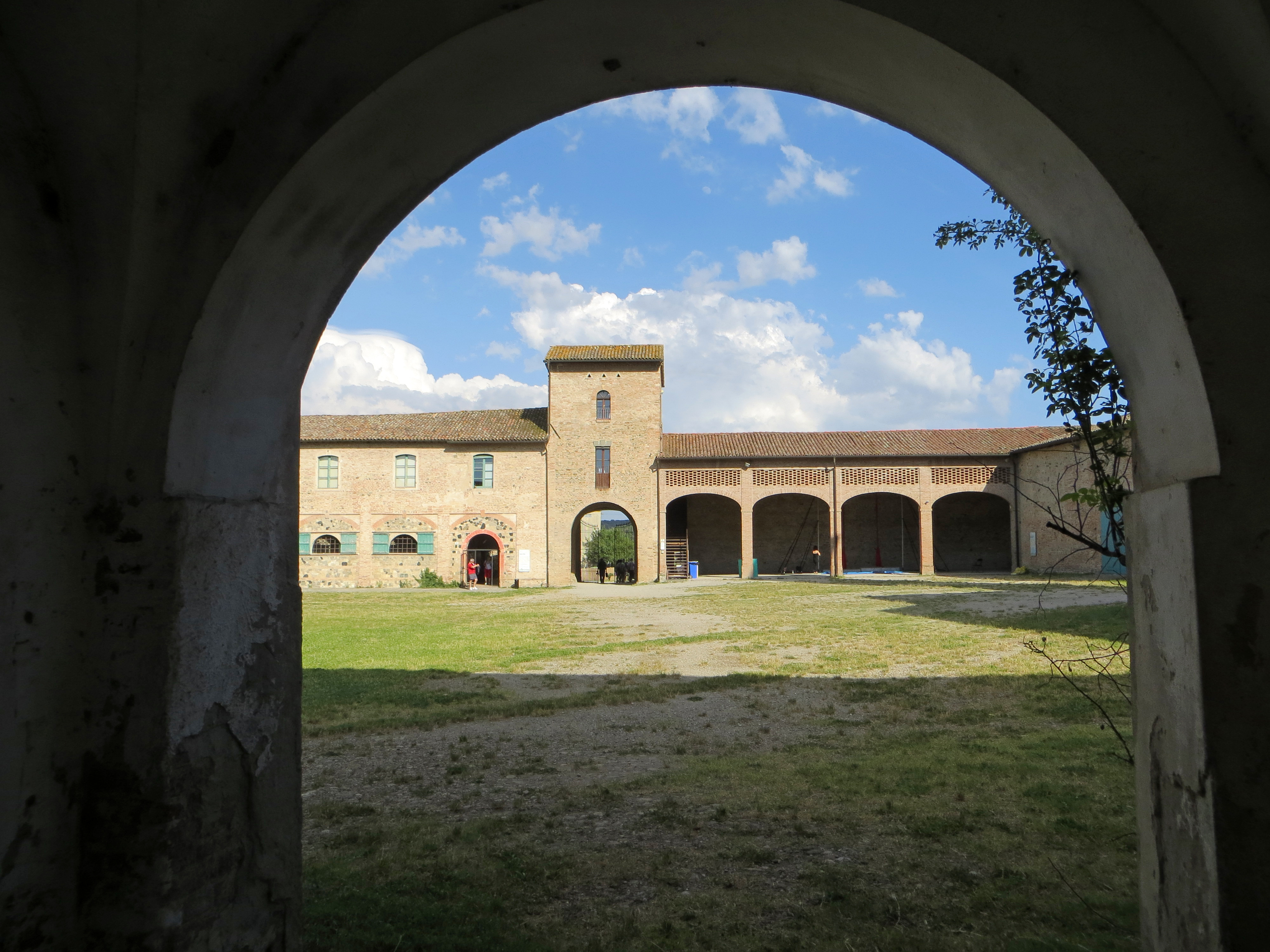
Torre d'ingresso e Teatro alla Corte

L'ala sud-est è occupata dal Teatro alla Corte, che occupa gli spazi originariamente destinati a legnaia e deposito; l'accesso è collocato all'interno della barchessa, ampia zona porticata utilizzata anche per rappresentazioni all'aperto.
All'interno si accede al vano d'ingresso con biglietteria e quindi alla sala spettacoli, coperta da soffitto a capriate lignee; l'ambiente, contenente 99 posti a sedere con gradinata e palcoscenico mobili, è affiancato al primo piano da una passerella in aggetto, con funzioni di servizio.

### Centro visite del Parco del Taro
Al piano terreno dell'ala est, accanto alla torre d'ingresso, si trova l'antica stalla, in origine adibita a refettorio del convento; al suo interno è presente un settecentesco colonnato in marmo rosa coronato da capitelli dorici a sostegno delle volte a vela in cotto di copertura; la grande sala ospita il museo "Sotto il segno dell'Acqua", percorso espositivo dedicato al Parco fluviale regionale del Taro.
Una serie di vetrine mostra alcuni modelli di terreni alluvionali e degli animali che li popolano, in particolare aironi, oltre a otto microambienti contenenti i principali insetti presenti nell'area e vari erbari.

### Sala del Granaio
Al primo piano dell'ala est si trova l'antico granaio, collegato direttamente col livello inferiore; l'ambiente, coperto da soffitto a capriate lignee, ospita una sala auditorium da 99 posti a sedere, utilizzata anche come sala civica del Comune di Collecchio.

### Musei del cibo

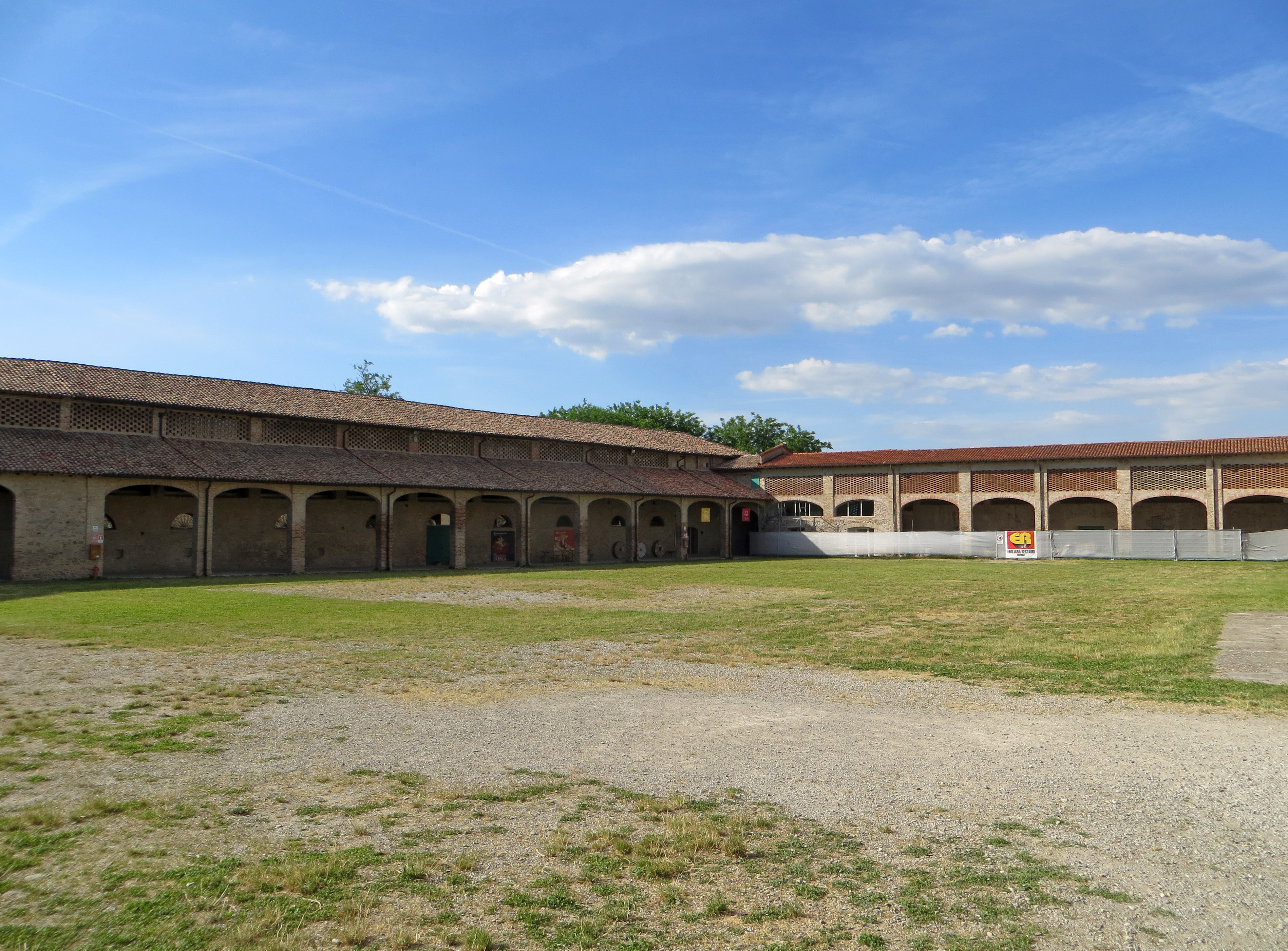
Ali ovest e nord

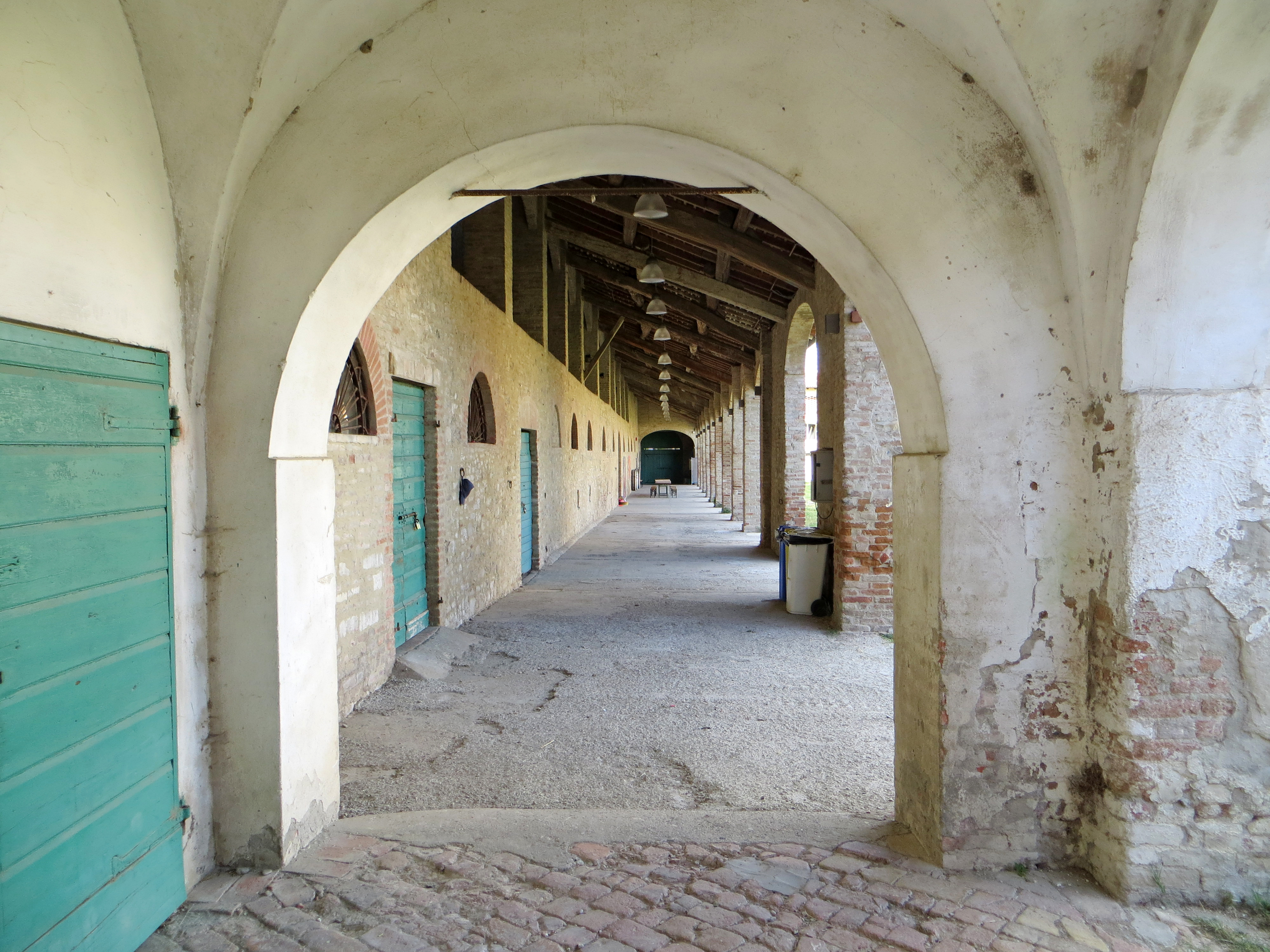
Porticato dell'ala ovest

#### Museo del pomodoro
Il piano terreno dell'ala ovest, originariamente occupato dalle stalle della corte, è preceduto da un porticato che dà direttamente accesso al Museo del pomodoro; l'interno è frazionato in grandi sale coperte da ampie volte a vela; il percorso espositivo è suddiviso in sette sezioni dedicate alla storia del processo di lavorazione del solanum lycopersicum.

#### Museo della pasta
Il primo piano dell'ala ovest, collegato direttamente col livello inferiore, ospita nei grandi ambienti dell'antico granaio il Museo della pasta; il percorso espositivo è suddiviso in sei sezioni dedicate al grano e alla storia del processo di produzione della pasta.

### Chiesa di San Nicomede

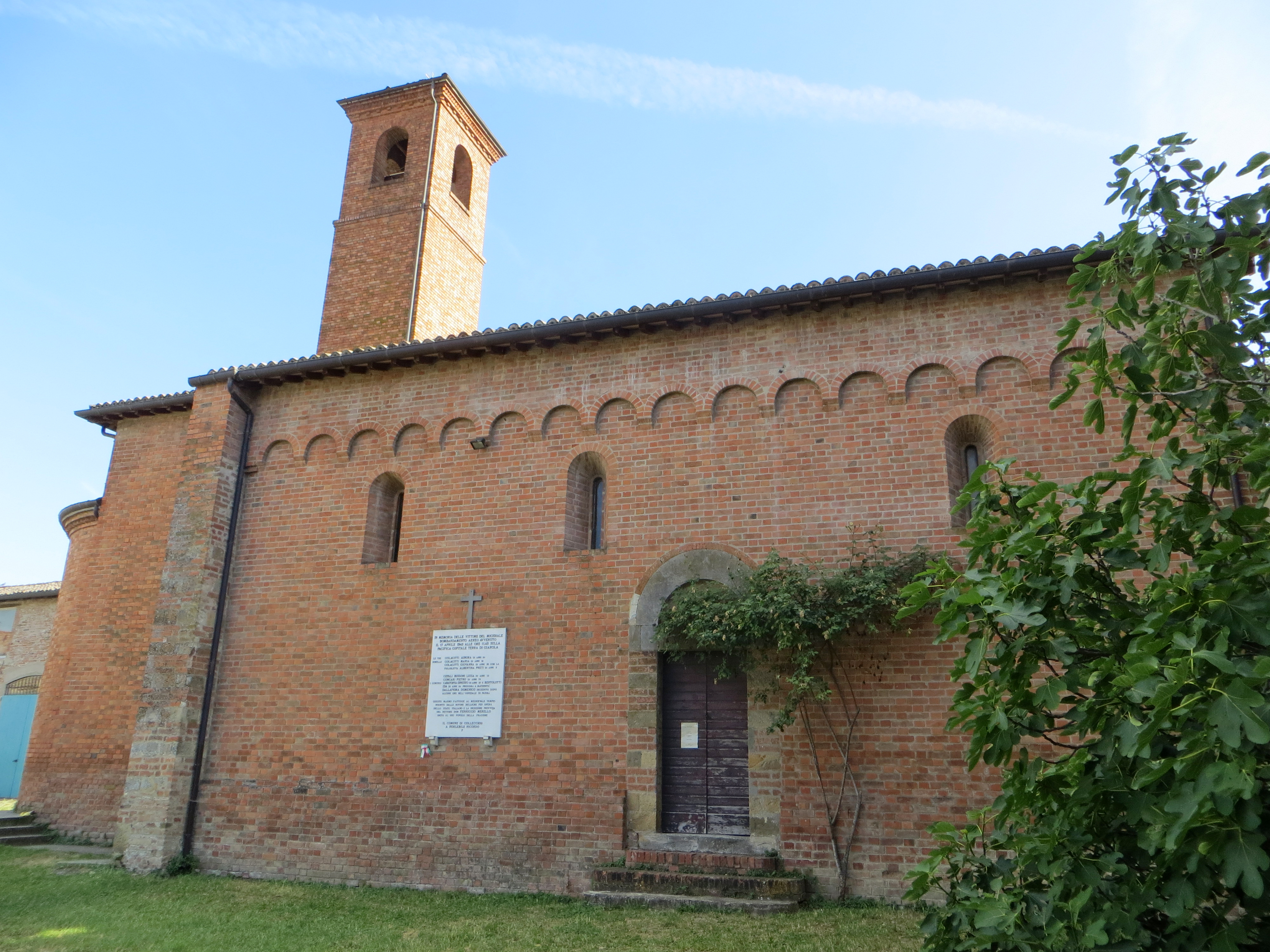
Chiesa di San Nicomede

La chiesa, collocata nell'angolo sud-ovest della corte, conserva dell'originale struttura romanica soltanto alcune porzioni del muro esterno, decorate con un motivo ad archetti pensili in cotto; l'interno, coperto da soffitto in travetti lignei ricostruito in seguito ai bombardamenti della seconda guerra mondiale, accoglie alcune opere di pregio risalenti al XVII e XVIII secolo.